# Линн Карвер
Линн Ка́рвер (англ. Lynne Carver), урождённая — Вирджи́ния Рид Сэ́мпсон (англ. Virginia Reid Sampson; 13 сентября 1916, Бирмингем, Алабама, США — 12 августа 1955, Нью-Йорк, Нью-Йорк, США) — американская актриса

.

## Биография и карьера
Вирджиния Рид Сэмпсон, позже известная как Линн Карвер, родилась 13 сентября 1916 года в Бирмингеме (штат Алабама, США). Её отец, Рид Джонсон Сэмпсон, был горным инженером в Аризоне и Нью-Мексико в течение нескольких лет, предшествовавших Первой мировой войне, и он и его семья были ненадолго задержаны Панчо Вильей во время одного из набегов мексиканского генерала через границу в юго-запад США, когда Вирджиния была младенцем.
Вирджиния отправилась в Голливуд в юном возрасте, чтобы начать карьеру актрисы после победы на конкурсе красоты. Некоторые члены её семьи утверждали, что она взяла сценическое имя, потому что она чувствовала, что её имя было слишком старомодным и что она пыталась взять девичью фамилию своей бабушки по отцовской линии, Крейвенс, но не могла вспомнить как она произносится должным образом. Когда её наняла RKO Pictures, она была известна под именем Вирджиния Рид, и может быть замечена в нескольких мюзиклах их производства, в том числе в «Девушки Голдвина». Позже перешла в MGM, в которой была известна под именем Линн Карвер. Её старшая сестра, Марджори Ли Сэмпсон, последовала за Вирджинией в Голливуд и получила несколько небольших ролей, но так и не достигла статуса своей сестры, и вскоре ушла из карьеры.
Сначала исполнив незначительные роли, Линн Карвер в конце концов получила признание с несколькими своими более поздними ролями, вероятно, из-за её поразительной внешности и южного обаяния. Семья Сэмпсонов была выдающимися кентуккийцами в течение нескольких поколений, где её дедушка, Уильям Сэмпсон, занимал пост председателя Верховного суда Кентукки во время гражданской войны в США. По мере продвижения своей карьеры, она сыграла в нескольких фильмах с Фредом Астером и Джинджер Роджерс и, вероятно, была наиболее известна ролью Элис Рэймонд в ранних фильмах о докторе Килдэр. Она сыграла Барбару в волшебном мюзикле «Майские дни» в 1937 году вместе с Нельсоном Эдди и Джанет Макдональд, а также появилась с ними в мюзикле «Горько-сладкий» 1940 года, фильме-попытке вернуть успех «Майских дней». Две из её более известных ролей в M-G-M — Сильвия Беллер в комедийном мюзикле 1938 года «Поют все» с Алланом Джонсом и Джуди Гарленд в главных ролях, а также Бесс, невесты племянника Скруджа, в «Рождественской песне» с Реджинальдом Оуэном в роли Эбенезера Скруджа. Оба фильма были выпущены в 1938 году. Её последним фильмом для MGM стал «Теннесси Джонсон», в котором Ван Хефлин сыграл 17-го президента США. Карвер сыграла Марту, дочь Эндрю Джонсона.
Из-за замедления работы в Голливуде из-за Второй мировой войны её карьера остановилась. Во время и после войны она играла в основном в республиканских вестернах с Роем Роджерсом и Джонни Маком Брауном и других безызвестных фильмах, но так и не достигла уровня успеха, который она знала ранее.
До 1954 года была занята работой на сцене.

## Личная жизнь
- В 1930-е годы Карвер недолгое время встречалась с авиатором и режиссёром Говардом Хьюзом (1905—1976).
- Первый муж — Р. С. МакКланг (1935—1936, развод).
- Второй муж — актёр Николас Нэйфак[англ.] (18 июля 1937—май 1942, развод).
- Третий муж — Джон Бёрт (сентябрь-13 октября 1948 года, аннулирован).
- Четвёртый муж — театральный агент Уильям Джей Маллэни (1948—12 августа 1955, до её смерти)[3].

## Болезнь и смерть
В 1954 году Карвер был диагностирован рак. Она скончалась через год, 2 августа 1955 года, в Мемориальной больнице в Нью-Йорке за месяц до своего 39-летия.

## Избранная фильмография
| Год  |   | Русское название             | Оригинальное название              | Роль       |
| ---- | - | ---------------------------- | ---------------------------------- | ---------- |
| 1935 | ф | Роберта                      | Roberta                            | модель     |
| 1939 | ф | В рамках закона              | Within the Law                     | Джун       |
| 1939 | ф | Приключения Гекльберри Финна | The Adventures of Huckleberry Finn | Мэри Джейн |
| 1940 | ф | Бродвейская мелодия 40-х     | Broadway Melody of 1940            | Эмми Лу Ли |